# Jerry Sichting
Jerry Sichting est un joueur de basket-ball américain né le 29 novembre 1956 à Martinsville dans l'Indiana.

## Palmarès
- Champion NBA en 1986 avec les Celtics de Boston